# Amulet (album XIII. století)
Amulet – debiutancki album grupy XIII. století.

## Lista utworów
1. Hororový sen - 5:26
2. Tělo na kříži - 3:05
3. Justyna - 3:55
4. Amulet - 4:57
5. Růže a kříž - 5:56
6. Bytosti - 3:39
7. Kníže temnoty - 5:42
8. Oheň v kruhu - 5:29
9. Demoniac - 6:11
10. Transilvania - 3:24

## Twórcy
- Petr Štěpán - wokal, gitara, klawisze.
- Pavel Štěpán - perkusja
- Petr Palovčík - gitara basowa
- Bedřich Musil - gitara